# Albert Bentzel-Sternau
Gróf Albert Bentzel-Sternau (1806. május 25. – Innsbruck, 1878. május 6.) császári és királyi lovassági kapitány, természettudós.
Hosszabb ideig tartózkodott Magyarországon, különösen Pozsonyban, ahol az ottani természettudományi társulat működésében is részt vett, és egy pár apróbb dolgozatot is írt; leginkább a kriptogramokkal foglalkozott. Vagyonának nagyobb részét jótékony célokra hagyományozta.